# 이현기 (축구 선수)
이현기(2003년 11월 21일 ~ )는 대한민국의 축구 선수로, 포지션은 공격형 미드필더이다. 현재 K리그2 부천 FC 1995 소속이다.